# 左鎮人
左鎮人（さちんじん）は台湾において知られている最も古い人類の一つ。骨格化石が台南県左鎮郷（現在の台南市左鎮区）の菜寮渓で発見されたことより「左鎮人」と命名された。左鎮人は旧石器時代晚期のホモサピエンスに属し、発見された頭蓋骨のフッ素およびマンガンの測定により、約2万年から3万年前に活動していたと推定され、遅くともその時期には台湾島で人類が活動していたことを示している。台湾でもっとも早期に出現した先史時代における「長浜文化」は、左鎮人による文化である可能性も示されている。

## 発見略史
左鎮人の最初の化石は1971年冬、古生物化石のアマチュア収集家である郭徳鈴が、菜寮渓の臭屈河谷の地層で発見したものである。1972年、台湾大学考古人類学学科の宋文薰教授および省立台湾博物館（現在の国立台湾博物館）等の研究者が共同で菜寮渓で、発見した化石および郭徳鈴の化石コレクションを調査した際に、偶然、宋文薰が人類の頭蓋骨と思われる化石を発見、当該化石は鹿間時夫により日本での調査が行われ、1万年から3万年前の人類の頭部右頂骨の一部の化石であると鑑定された。
1974年、鹿間時夫は別のアマチュア化石収集家である潘常武のコレクションの中から、菜寮渓で発見された左頂骨の化石を発見。これ以外にも、別のアマチュア化石コレクターである陳春木により岡仔林において化石4片が発見されている。これらの化石の調査結果は1976年、『日本人類学会期刊』で発表され、化石が発見された左鎮郷にちなみ「左鎮人」と命名された。その後も潘常武は臭屈にて臼歯を、菜寮渓河谷地層から別の頭蓋骨を発見し、研究者により左鎮人の化石であると鑑定されている。
2008年末までに菜寮渓河床より出土した左鎮人の化石は9片、その中の7片は頭蓋骨であり、2片は臼歯となっている。国立台湾博物館には右頂骨、男性左頂骨、右頂骨殘片が収蔵され、同一時代の同一群の化石であると考えられている。臼歯に関しては現代人に比べ大型であり、その外観より、男女それぞれの臼歯であると推測されている。

## 左鎮人の文化
左鎮人の頭蓋骨は菜寮溪河床より発見された。上流のいずれかの地方から菜寮渓まで流されてきたものであり、統治で採掘作業が行われたことより偶然発見されたものである。こうした状況下、研究者は発見地層を特定することができず、また左鎮人が活動した文化を示す遺跡・遺物は発見されていない。そのため左鎮人の文化についての推察は困難を極める。
しかしその後の考古学の発掘の成果により、近年の研究者の一般的な見方では、左鎮人は台湾西部で発見された台湾旧石器文化を代表する長浜文化を担ったものとし、打製石器石器や骨角器を使用し、狩猟採取により生活していた旧石器時代の人類であると推察されている。しかし、丘陵台地に発生した網形文化を担っていたという意見も出されている。